# 反坦克步槍
反坦克步槍（英語：Anti-tank rifle）是專門設計出來擊穿車輛裝甲的步槍，當然它最主要的攻擊對象就是坦克。這種步槍從坦克剛出現的時代也同時投入戰場，一直到第二次世界大战失去效用為止，因為隨著車輛裝甲愈來愈厚，單一士兵所能攜帶的實心彈頭已經無法擊穿它們。
至此，反戰車步槍被後來的高爆反坦克彈（High Explosive Anti Tank，HEAT）武器取代，例如最為人所知的巴祖卡、鐵拳與坦克殺手。

## 歷史
「矛」與「盾」的拉鋸戰很久之前已存在，但直到步兵遇上装甲车辆後，单兵轻武器和裝甲之間的戰爭才正式開始。一战时德国步兵大量装备MG08重機槍和轻型小口径火炮杀伤力大增，英国仍倚重的拿破仑时代以来的传统骑兵被机械力驱动的重甲车辆取代，但仍保留了步兵、炮兵和骑兵的搭配。索姆河战役后裝甲車和戰車的誕生以对付拥有大量机枪的步兵为首要目的，在传统炮兵面前仍然很脆弱；步兵也迅速开发自己的反装甲武器，在這之中加大威力的步槍是一个简便易行的方法。
大威力步槍最初出現於19世紀，特別用於狩獵大型獵物上（例如大象）。而反戰車步槍也照著相同的路線發展：大口徑彈頭配上高速度，並具備貫穿裝甲的能力。

### 一戰
第一批戰車由英國的Mark I 坦克開始，投入對抗德軍的戰壕。而在一戰時期的一般步機槍火力完全拿它們沒輒，严格保密然后突然出现的裝甲車辆令德军步兵一时手足无措。虽然這時期的步兵很少面對裝甲車，因為坦克数量较少分布较广，且在壕溝戰的情況下步兵很難在地表上行動及移动重机枪和轻型火炮。裝甲車和戰車並非無敌，传统榴弹砲、迫砲或是加大装药的手榴彈及炸药包亦能对其造成致命伤害，但普通步兵在中远距离上面對裝甲車時仍缺乏轻便和有效的火力，他們需要轻便的直接射擊破甲武器。
最初提升貫穿力的嘗試是使用「反向彈頭」（Reversed bullet），這種方式下仍使用和一般步槍相同的彈藥和彈頭，只是彈頭是反著裝入彈殼內，並增加裝藥量。
更進一步的發展是採用特製的穿甲彈頭，例如說像德軍的「K子彈」（K bullet，德軍正式名稱：Patrone SmK Kurz 7.92mm），它也能由一般步槍發射。K子彈有著增量的推進藥，並使用鐵芯彈頭，在與裝甲表面垂直射入的情況下，它有約30%的機率能貫穿當時戰車8mm厚的裝甲，而在100公尺距離射擊的情況下，最多能擊穿12~13mm厚的裝甲。
K子彈製造費用昂貴，因此它通常只配發給能有效使用它們的狙擊手或是其他技術較高的射手。普通的步槍兵只能使用效用更低而且要更靠近目標的「反向彈頭」。當然，其他手榴彈或迫擊炮之類的反戰車武器還是優先使用的。值得一提的是這兩種子彈都會對步槍造成損傷，首先是因為槍管的磨耗速度太快；其次是它們的高膛壓會讓槍栓卡死，只能用敲的方式才能打開槍栓，這同時也可能會造成退殼勾無法退出彈殼，子彈殼底緣抓破讓彈殼卡在槍內。而射擊增加裝藥的子彈所造成的應力也有可能會讓較舊或是承受力較弱的槍從膛室處爆開（類似膛炸），輕則步槍損毀，重則讓射手受傷甚至死亡。因為上述的原因，K子彈和反向彈頭並未受到士兵的好評。但無論如何，它們還是給了步兵在緊急狀況下阻止戰車或至少殺傷乘員的能力，當然，前提是彈頭能貫穿才行。
但就算有了這些彈藥，對上當時裝甲較厚的戰車還是沒有優勢，不過它們仍被使用在對抗比較舊型的裝甲車輛上。第一把專門設計出來對抗裝甲車的反戰車步槍是出自德國，以當時來說這把大口徑步槍可以擊穿較新型戰車的裝甲並且有機會使它們停下來，不過就如前面所說，其他的反戰車方法還是優先考慮的，有一點是因為該步槍的後座力過高，有時甚至會撞斷射手的鎖骨或是讓肩膀脫臼。雖然這把步槍以它的用途來說獨樹一格，不過它是由原本的毛瑟步槍和在它之前出現的英國高威力運動（狩獵）步槍進一步設計而來的，而它13.2mm的口徑也不算什麼稀奇的事，當時已經有一些0.5英吋（12.7mm）的槍械在戰場上使用了（其中有一部份是獵象槍，主要用在擊毀壕溝上的防禦工事或是機槍座）。
在第一次世界大戰的同時，美國正在開發一種半英吋口徑的高速彈藥用來對付飛機，新彈藥是由當時美軍的.30-06彈藥做為設計基礎，預計要給白朗寧設計的.50口徑機槍使用。當德國反戰車彈藥的風聲傳到美國時，有人提出意見說是否該拷貝或參考德國那彈藥來設計新的機槍彈。不過在一些檢驗後，德國的彈藥不被入考慮，因為它的表現比那修改自.30-06的子彈要來得差，而且它是半底緣式彈殼，不容易給自動武器使用，但白朗寧設計的M2就是要拿來做為反裝甲機槍的。

### 二戰
在二戰剛開始時，大部份的國家都有一種使用大口徑高速彈的反戰車步槍（例如英國的博斯反坦克步槍）。這些步槍在對付二戰初期的戰車（輕型戰車像德國的一號、二號坦克之類）有不錯的效果，但隨著新型戰車的裝甲愈來愈厚，單兵攜行式的反戰車步槍效用愈來愈低，最初還有20毫米口徑機炮可用，但很快地變成得用高爆反坦克彈的反戰車槍榴彈才有效，也為此延伸出火箭發射器、無後座力砲（recoilless rifles，例如鐵拳火箭筒）、火箭筒（rocket-propelled grenades，RPG；與巴祖卡相似）之類的武器。一些反戰車步槍，例如芬蘭的L-39，仍被狙擊手用於騷擾敵人，像是對戰車的窗口發射白磷彈頭或是逼敵方狙擊手離開他的所在位置。
其他像是前蘇聯的PTRS-41（5發彈匣，半自動）或PTRD-41（單發手動裝填）這種二戰時的武器在韓戰時也被中國和北韓軍用來對付戰車，因為他們那時缺乏較現代的單兵反戰車武器。反戰車步槍在概念上是現代步兵所使用之反戰車武器的初形，同時現在的大口徑狙擊步槍和反物資步槍的一些設計理念也得歸功於它。

## 著名型號
第一次世界大戰
- 德國

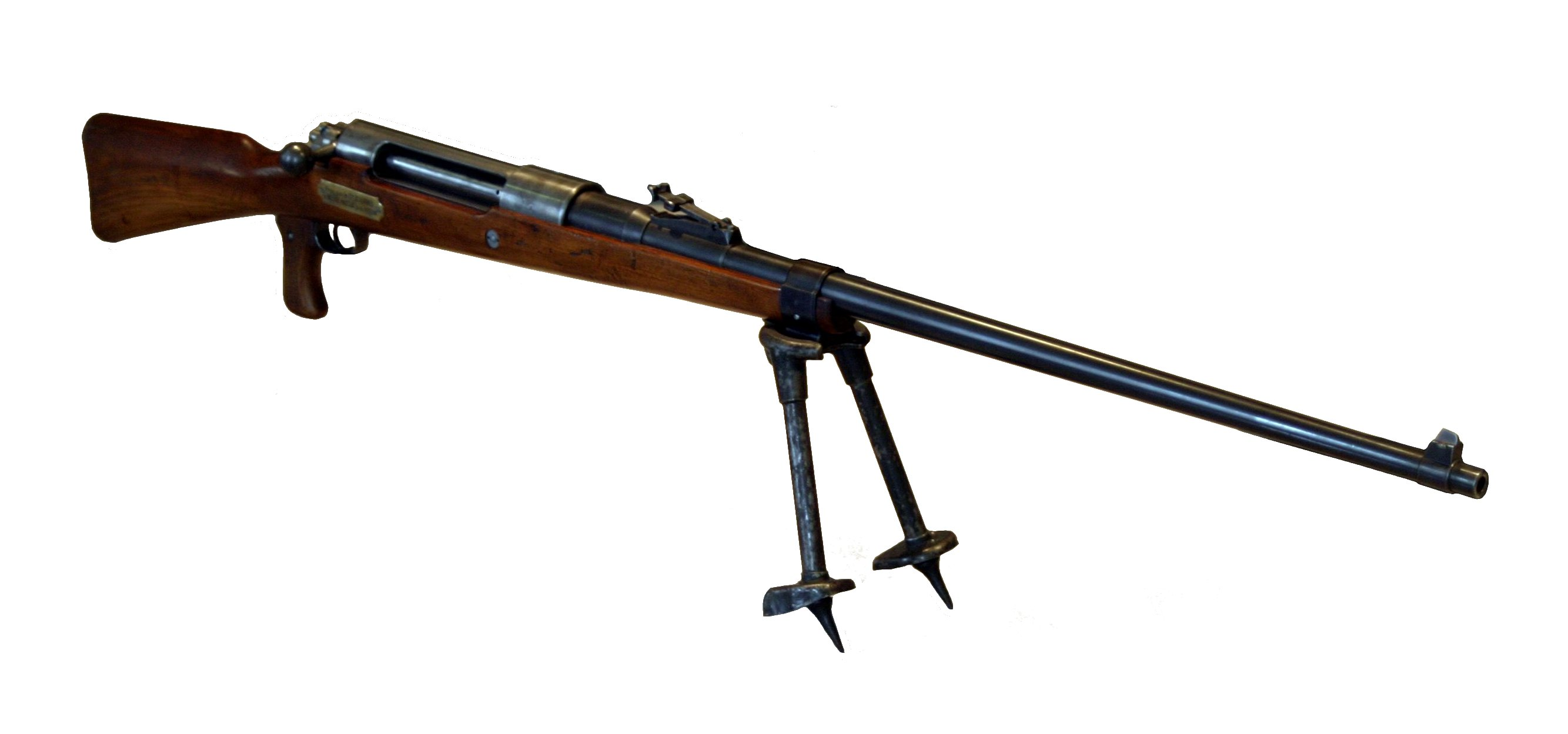
世界上第一把反坦克步槍，毛瑟13.2毫米反坦克步槍（Tankgewehr M1918）

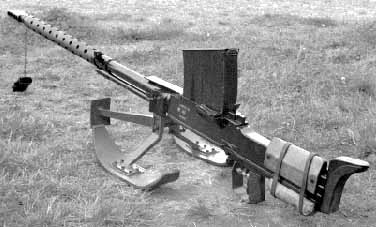
芬蘭製Lahti L-39

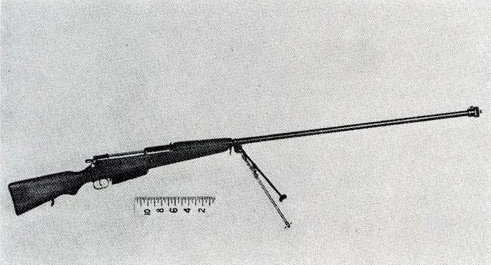
波蘭製kb ppanc wz.35

  - 毛瑟13.2毫米反坦克步槍（Tankgewehr M1918）

第二次世界大戰
- 芬蘭
  - 拉赫蒂L-39， 20x138毫米Solothurn Long，半自動、十發彈匣
- 日本
  - 九七式反坦克步槍（九七式自動砲），20x124毫米，半自動、七發彈匣
- 納粹德國
  - Panzerbüchse 38及Panzerbüchse 39
  - PzB M.SS.41（德语：Panzerbüchse M.SS41）
  - SPzB41重型反坦克步槍
- 波蘭
  - wz.35（英语：Wz. 35 anti-tank rifle）（1935式反坦克步槍），7.92×107毫米DS彈（英语：7.92×107mm DS），手動、四發彈倉
- 蘇聯
  - PTRD-41，14.5×114毫米，手動，單發裝填
  - PTRS-41，14.5×114毫米，半自動，五發彈匣
- 瑞士
  - 20x105毫米
    - 索洛圖恩－兵工廠（英语：Solothurn-Arsenal）
    - 索洛圖恩 S-18/100
    - 索洛圖恩S-18/1000

  - 20x138毫米，半自動、十發彈匣
    - 索洛圖恩S-18/1100（英语：Solothurn S-18/1100）
- 英國
  - 博斯反坦克步槍（Rifle, Anti-Tank, .55 in, Boys），.55 Boys（13.9x99B），手動，五發彈匣

## 外部連結
- German Anti-Tank Rifles - Panzerbüchse
- Hand Held Anti Tank Weapons

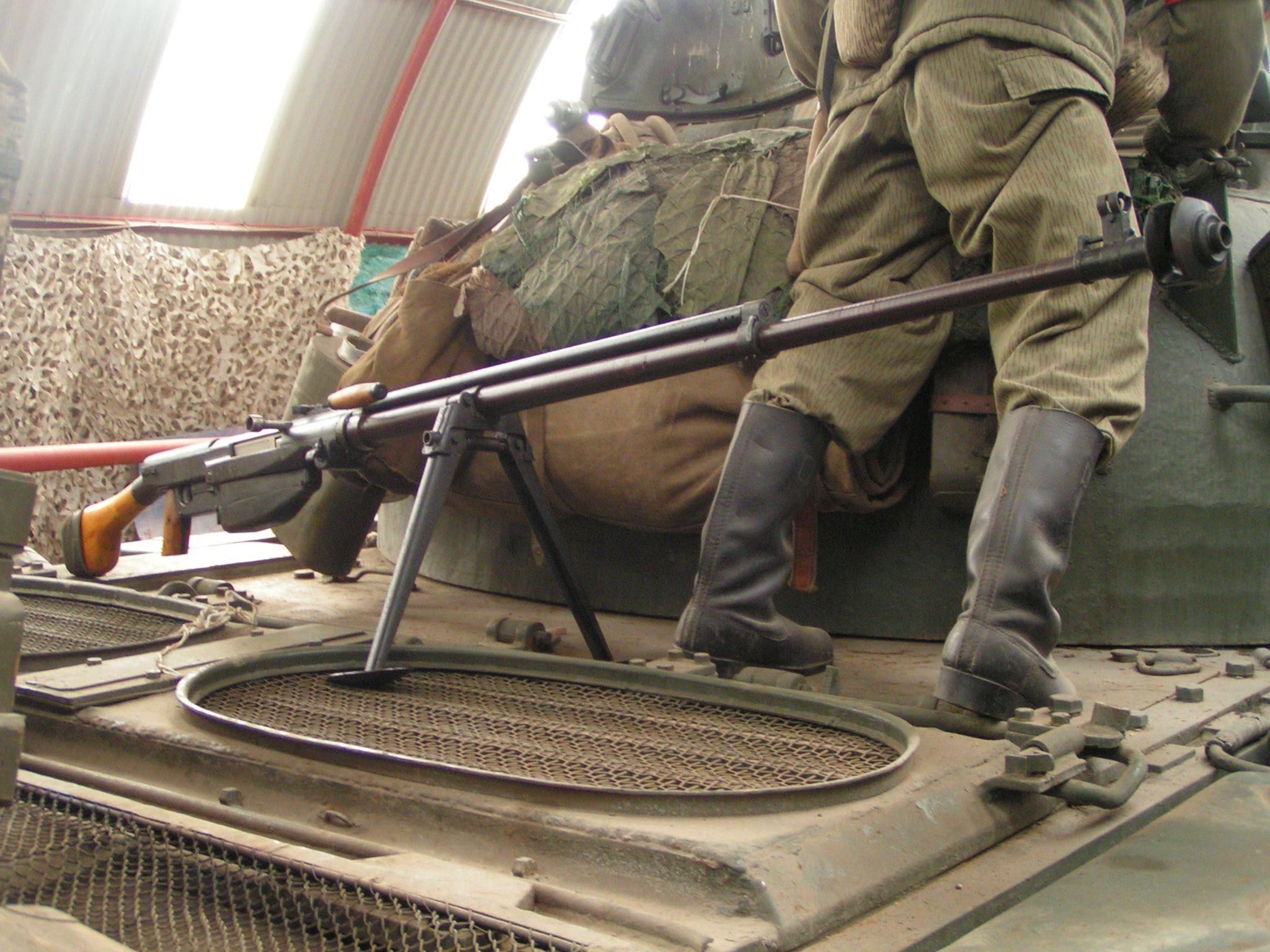
蘇聯的PTRS-41反坦克步槍

- World Guns: Anti-tank rifles（页面存档备份，存于）
- L-39（页面存档备份，存于）